# Немюгинский наслег
Немюгинский наслег — сельское поселение в Хангаласском улусе Якутии Российской Федерации. Административный центр — село Ой.

## История
Статус и границы сельского поселения установлены Законом Республики Саха (Якутия) от 30 ноября 2004 года N 173-З N 353-III «Об установлении границ и о наделении статусом городского и сельского поселений муниципальных образований Республики Саха (Якутия)».

## Население
| 2002  | 2010  | 2011  | 2012  | 2013  | 2014  | 2015  |
| ----- | ----- | ----- | ----- | ----- | ----- | ----- |
| 2305  | ↘2266 | ↘2262 | ↘2197 | ↘2166 | ↗2188 | ↗2202 |
| 2016  | 2017  | 2018  | 2019  | 2020  | 2021  |       |
| ↗2235 | ↗2247 | ↗2293 | ↘2284 | →2284 | ↗2302 |       |

## Состав сельского поселения
| № | Населённый пункт | Тип населённого пункта       | Население |
| - | ---------------- | ---------------------------- | --------- |
| 1 | Ой               | село, административный центр | ↗2302     |